# Ismael Borrero
Ismael Borrero Molina (ur. 6 stycznia 1992) – kubański zapaśnik w stylu klasycznym. Złoty medalista olimpijski z Rio de Janeiro 2016 w kategorii 59 kg i jedenasty w Tokio 2020 w kategorii 67 kg. 
Mistrz świata w 2015 i 2019; piąty w 2014. Mistrz igrzysk panamerykańskich w 2019 i siódmy w 2015. Sześciokrotny złoty medalista mistrzostw panamerykańskich (w 2012-2020). Triumfator Igrzysk Ameryki Środkowej i Karaibów w 2014 i 2018 roku. Absolwent Universidad de las Ciencias de la Cultura Física y el Deporte Manuel Fajardo.